# Forcepia macrostylosa
Forcepia macrostylosa är en svampdjursart som beskrevs av Lee 200. Forcepia macrostylosa ingår i släktet Forcepia och familjen Coelosphaeridae. Inga underarter finns listade i Catalogue of Life.